# Inger-Mari Aikio
Inger-Mari Aikio, tidigare Aikio-Arianaick, född 14 januari 1961 i Utsjoki kommun i Finland, är en samisk poet, journalist och dokumentärfilmare.
Inger-Mari Aikio växte upp vid sjön Polmakjávri i Utsjoki kommun. Hon studerade språk på Uleåborgs universitet. Hon blev 1992 auktoriserad som översättare mellan nordsamiska och finska och tvärtom. Hon har arbetat som journalist på tidningen Sámi Áigi 1982–1988 och därefter på Yle Sámi Radio.
Hennes diktsamling Máilmmis dása ("Från världen och hit") nominerades till Nordiska rådets litteraturpris 2004.